# DTrace
DTrace (Dynamic Tracing) ist ein von Sun Microsystems entwickeltes Systemwerkzeug zur Kernel- und Anwendungsanalyse in Echtzeit. Ursprünglich für Solaris entwickelt, ist es mittlerweile auf mehrere Unix-ähnliche Systeme portiert.
DTrace bietet Inspektionsmöglichkeiten in laufende Prozesse, Arbeitsspeicher, Prozessorzeit, Dateisystem und Netzwerkressourcen.

## Beschreibung
DTrace wurde entwickelt, um Anwendungen und das Betriebssystem selbst zu optimieren und Fehler zu beheben. Somit ist es ein Programmierwerkzeug zum Debugging, es arbeitet aber nicht mit Haltepunkten wie ein klassischer Debugger.
Überwachungsprogramme werden in der Programmiersprache D geschrieben (nicht zu verwechseln mit der Programmiersprache „D“). D ist eine Teilmenge aus C, welche mit zusätzlichen Befehlen, Variablen und eingebauten Funktionen (built-ins) für die Prozessüberwachung erweitert wurde. D-Programme ähneln vom Aufbau her der Programmiersprache awk. Sie bestehen aus einer Liste von Prüfungssonden, wobei jede Prüfungssonde mit einer Aktion verbunden sein kann. Immer wenn die Bedingungen einer Sonde erfüllt sind, wird die damit verbundene Aktion ausgeführt. Eine typische Prüfungssonde ist zum Beispiel das Öffnen einer Datei, das Starten eines Prozesses oder wenn eine Maschineninstruktion an einer bestimmten Hauptspeicheradresse ausgeführt wird.
Besondere Aufmerksamkeit wurde dem sicheren Einsatz in einer produktiven Umgebung gewidmet. Deshalb sind z. B. in der Programmiersprache D keine Schleifen zugelassen. Obwohl DTrace den auszuführenden Code (im Kernel oder in der Anwendung) verändert, verlangsamt es selbst bei mehreren tausend Prüfungssonden das System nur geringfügig, wenn die Prüfungssonden durchlaufen werden, und sonst gar nicht. Außerdem können für Anwendungen neue Sonden auch zur Laufzeit hinzugefügt werden.

## Beispiele
DTrace-Skripte können direkt in der Kommandozeile aufgerufen werden. Deren Ausgabe erfolgt immer auf dem Standard-Ausgabestrom.
```
# Neuer Prozess mit Argumenten,
dtrace -n 'proc:::exec-success { trace(curpsinfo->pr_psargs); }' 
# Dateien wurden von einem Prozess geöffnet,
dtrace -n 'syscall::open*:entry { printf("%s %s",execname,copyinstr(arg0)); }' 
# Anzahl der System Prozedur aufrufe eines Programmes,
dtrace -n 'syscall:::entry { @num[execname] = count(); }' 
# Anzahl der System Prozedur aufrufe des Systems,
dtrace -n 'syscall:::entry { @num[probefunc] = count(); }' 
# Anzahl der System Prozedur aufrufe eines Prozesses,
dtrace -n 'syscall:::entry { @num[pid,execname] = count(); }' 
# Benötigter Speicherplatz eines Prozesses,
dtrace -n 'io:::start { printf("%d %s %d",pid,execname,args[0]->b_bcount); }' 
# Anzahl der Seiten, die durch den Prozess ausgelagert wurden,
dtrace -n 'vminfo:::pgpgin { @pg[execname] = sum(arg0); }'

```

Oft besteht der größte Teil eines DTrace-Skripts nur aus der formatierten Ausgabe der Ergebnisse. Über 200 Beispiele von Open-Source-DTrace-Skripten können im DTraceToolkit mitsamt Dokumentation und Demonstration gefunden werden.

## Unterstützte Plattformen
DTrace wurde im November 2003 veröffentlicht und ist seit Januar 2005 Teil von Solaris. DTrace war die erste Kernkomponente von Solaris, welche für Open Solaris unter die Common Development and Distribution License gestellt wurde. 
DTrace wurde auf FreeBSD, NetBSD, QNX und Microsoft Windows portiert.
Apple hat für Mac OS X 10.5 Leopard DTrace, zusammen mit einer grafischen Oberfläche namens Instruments, 40 Überwachungssonden-Skripten, Tools zum Untersuchen von Festplattenzugriff (iosnoop) und der Prozessausführung (execsnoop), als Teil der Entwicklungsumgebung Xcode portiert. Im Gegensatz zu den anderen Plattformen, auf die DTrace portiert wurde, enthält Mac OS X ein Flag (P_LNOATTACH), welches ein Programm aktivieren kann, damit der jeweilige Prozess nicht mehr von Debuggingsoftware wie DTrace und gdb untersucht werden kann. In der ursprünglichen Umsetzung auf Mac OS X hatte dies jedoch Auswirkungen auf unabhängige Prüfungssonden zur Überwachung der Systeminformationen, denn solange ein Programm lief, welches dieses Flag gesetzt hatte, waren die Systemprüfsonden nutzlos, da sie nicht mehr ausgelöst wurden. Dieses Problem wurde einige Monate später mit Mac OS X 10.5.3 behoben.

## Autoren und Auszeichnungen
DTrace wurde von Bryan Cantrill, Mike Shapiro und Adam Leventhal entwickelt. Im Jahr 2005 wurden die Autoren aufgrund der Innovationen von Info World und Technology Review geehrt. Des Weiteren erhielt DTrace den Hauptpreis des Wall Street Journals 2006 Innovation Awards Wettbewerbs.